# Årets göteborgare
Utmärkelsen Årets göteborgare är en hederstitel som tilldelas den göteborgare som under året särskilt utmärkt sig och gjort något berömvärt som många haft glädje av och kunnat känna stolthet över.
Årets Göteborgare, som har utsetts varje år sedan 1993, är ett samarbete mellan Sveriges Radios P4 Göteborg, Göteborg & Co samt Göteborgs-Tidningen. Syftet med utmärkelsen är att uppmärksamma och uppmuntra någon göteborgare som under året på ett särskilt framträdande sätt gjort något positivt och som glädjer och tilltalar göteborgarna. Årets göteborgare skall:
- ha gjort något gott, positivt som betytt mycket för många,
- vara en innerlig, godhjärtad och uppmärksammad person,
- vara född i Göteborg, eller någon annanstans,
- vara en god ambassadör för Göteborg.

## Årets göteborgare
| År   | Göteborgare                          |
| ---- | ------------------------------------ |
| 1993 | Leif "Loket" Olsson                  |
| 1994 | Thomas Ravelli                       |
| 1995 | Tomas von Brömssen                   |
| 1996 | Maria Lundqvist                      |
| 1997 | Jan Eliasson                         |
| 1998 | Viveca Lärn                          |
| 1999 | Jasenko Selimovic                    |
| 2000 | Mikael Ljungberg                     |
| 2001 | Håkan Hellström                      |
| 2002 | Eva Bergman                          |
| 2003 | Conny Evensson                       |
| 2004 | Christian Olsson och Yannick Tregaro |
| 2005 | Lotta Engberg                        |
| 2006 | Ingvar Oldsberg                      |
| 2007 | Håkan Mild                           |
| 2008 | Thomas Johansson                     |
| 2009 | Nigar Ibrahim                        |
| 2010 | Gustavo Dudamel                      |
| 2011 | Mia Skäringer                        |
| 2012 | Leif Mannerström                     |
| 2013 | Lasse Kronér                         |
| 2014 | Laleh                                |
| 2015 | Miriam Bryant                        |
| 2016 | Pia Sundhage                         |
| 2017 | Ruben Östlund                        |
| 2018 | Beatrice Fihn                        |
| 2019 | Joel Lundqvist                       |
| 2020 | Agnes Wold                           |
| 2021 | Mirja Wester och Jonas Holmberg      |
| 2022 | Alexander Jeremejeff                 |
| 2023 | Sarah Klang                          |
| 2024 | Ina Lundström                        |